# Montrollet
Montrollet település Franciaországban, Charente megyében. Lakosainak száma 332 fő (2022. január 1.). Montrollet Brigueuil, Saint-Christophe, Javerdat, Montrol-Sénard és Nouic községekkel határos.

## Népesség
A település népessége az elmúlt években az alábbi módon változott:
| Lakosok száma | 406  | 296  | 265  | 289  | 305  | 307  | 312  | 321  | 324  | 332  |
|               | 1968 | 1982 | 1990 | 2006 | 2013 | 2015 | 2017 | 2019 | 2020 | 2022 |